# Міхал Ковальчук

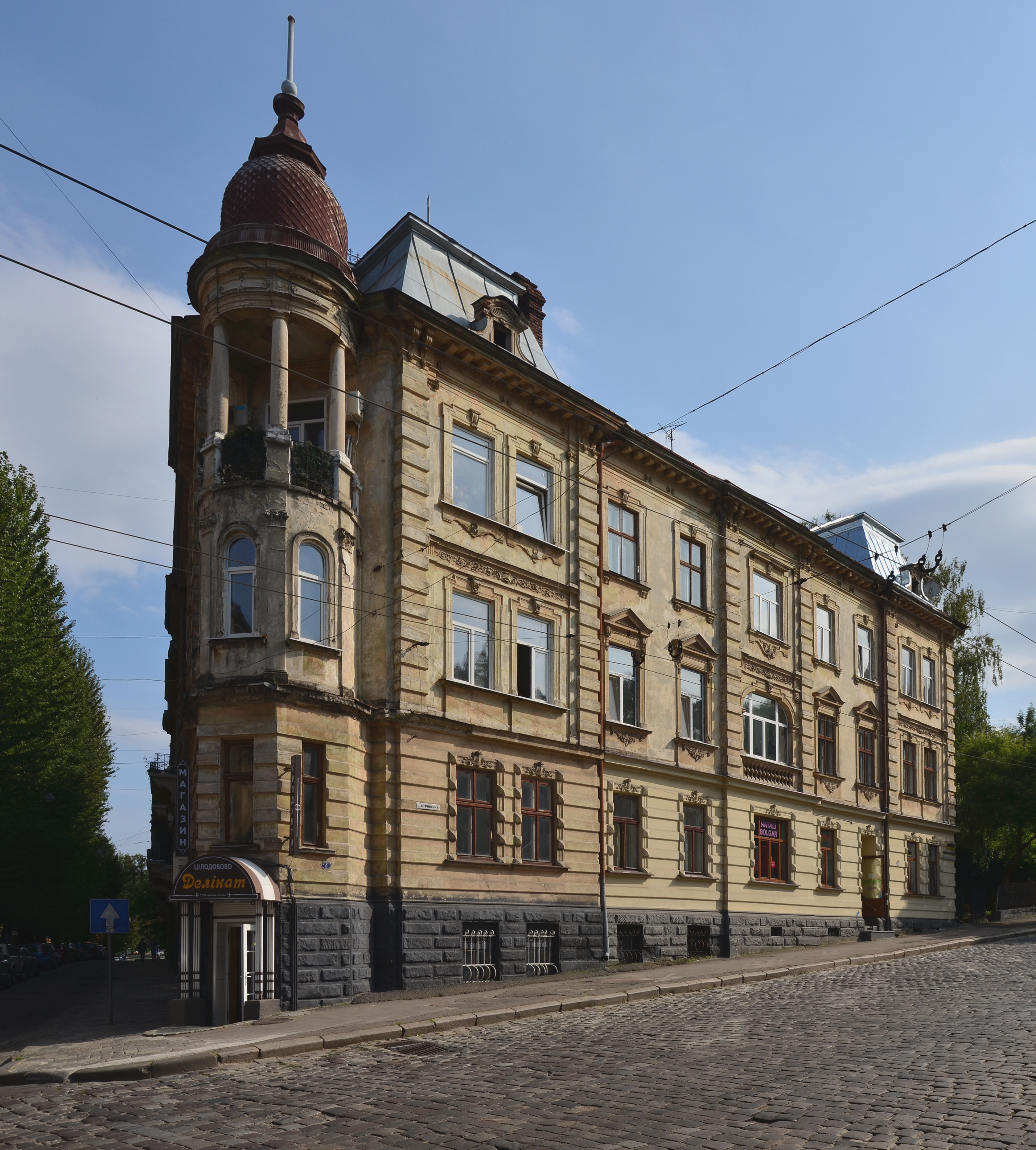
Будинок на вул. Стрийській, 5

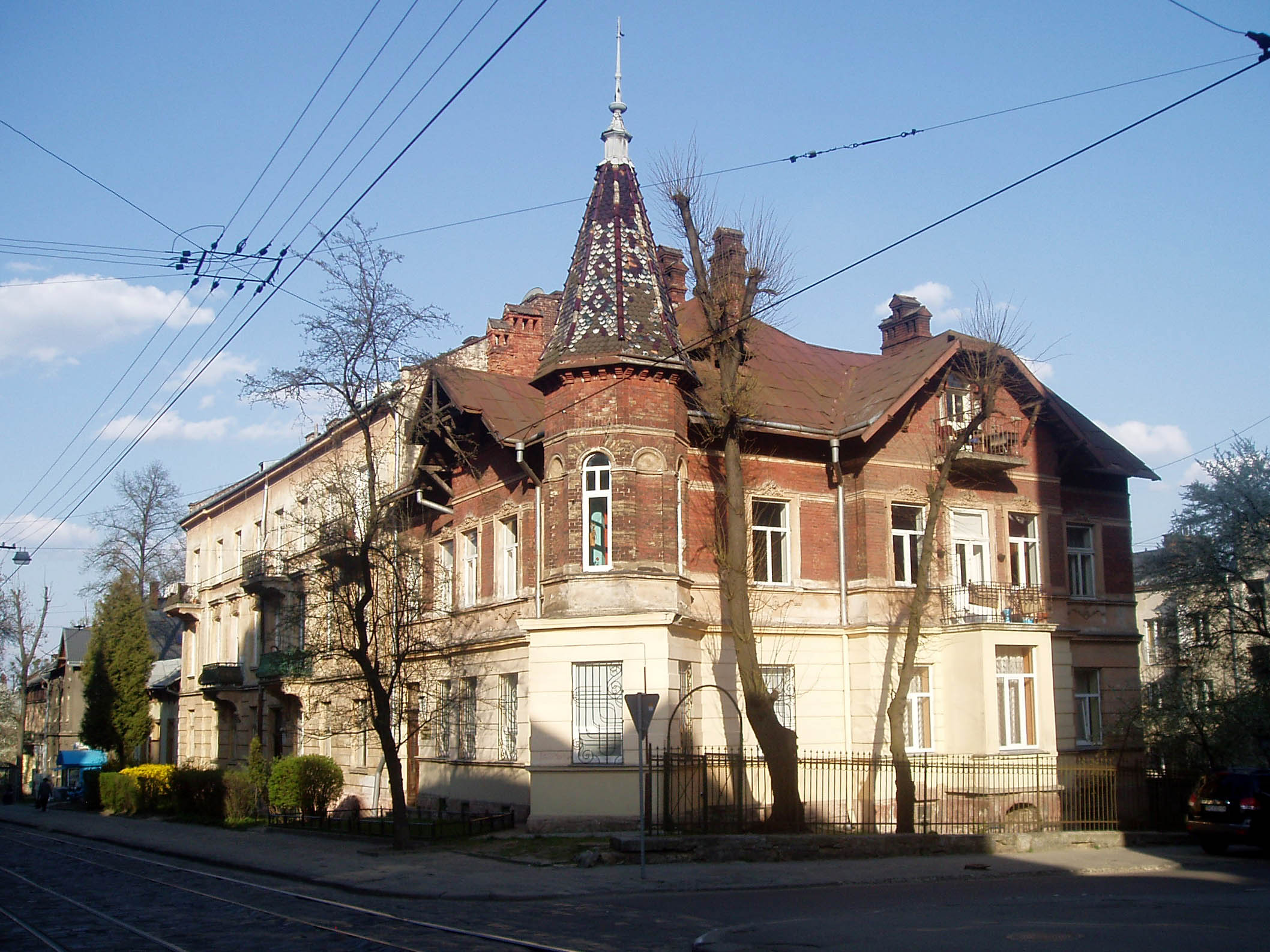
Вілла на вул. Ген. Чупринки, 33

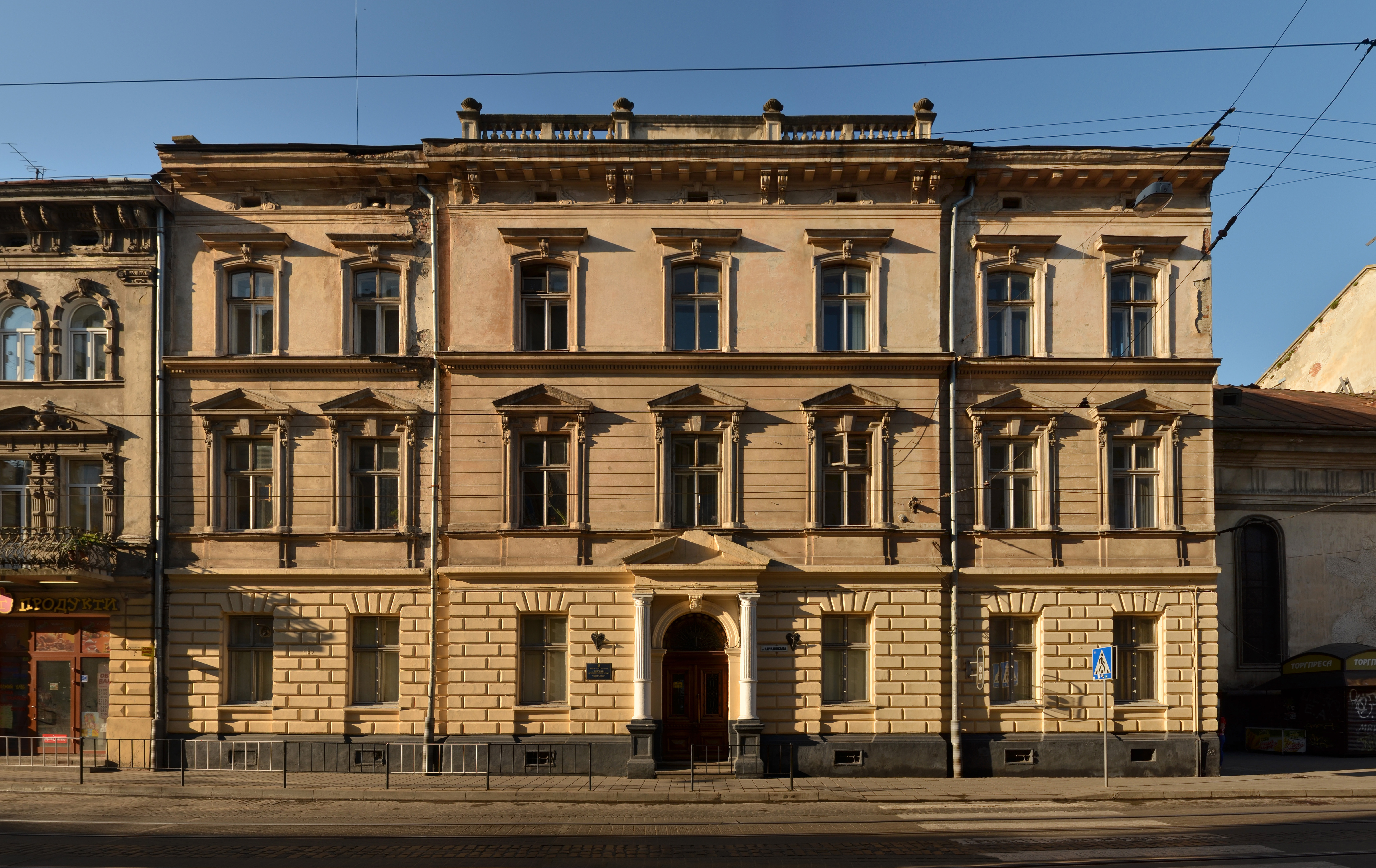
Будинок архіву мап на вул. Личаківській, 2

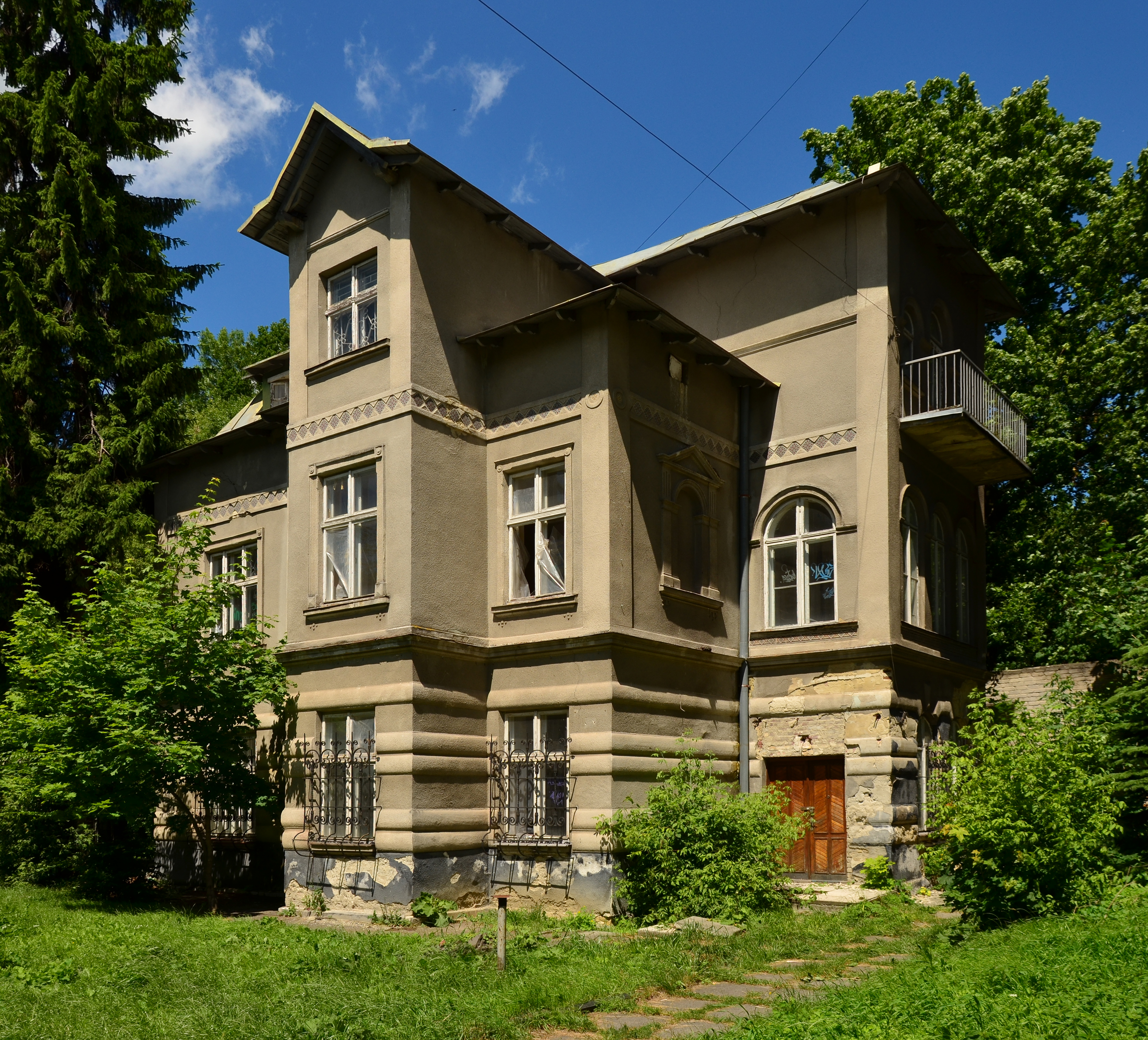
Вілла на вул. Ген. Чупринки, 96

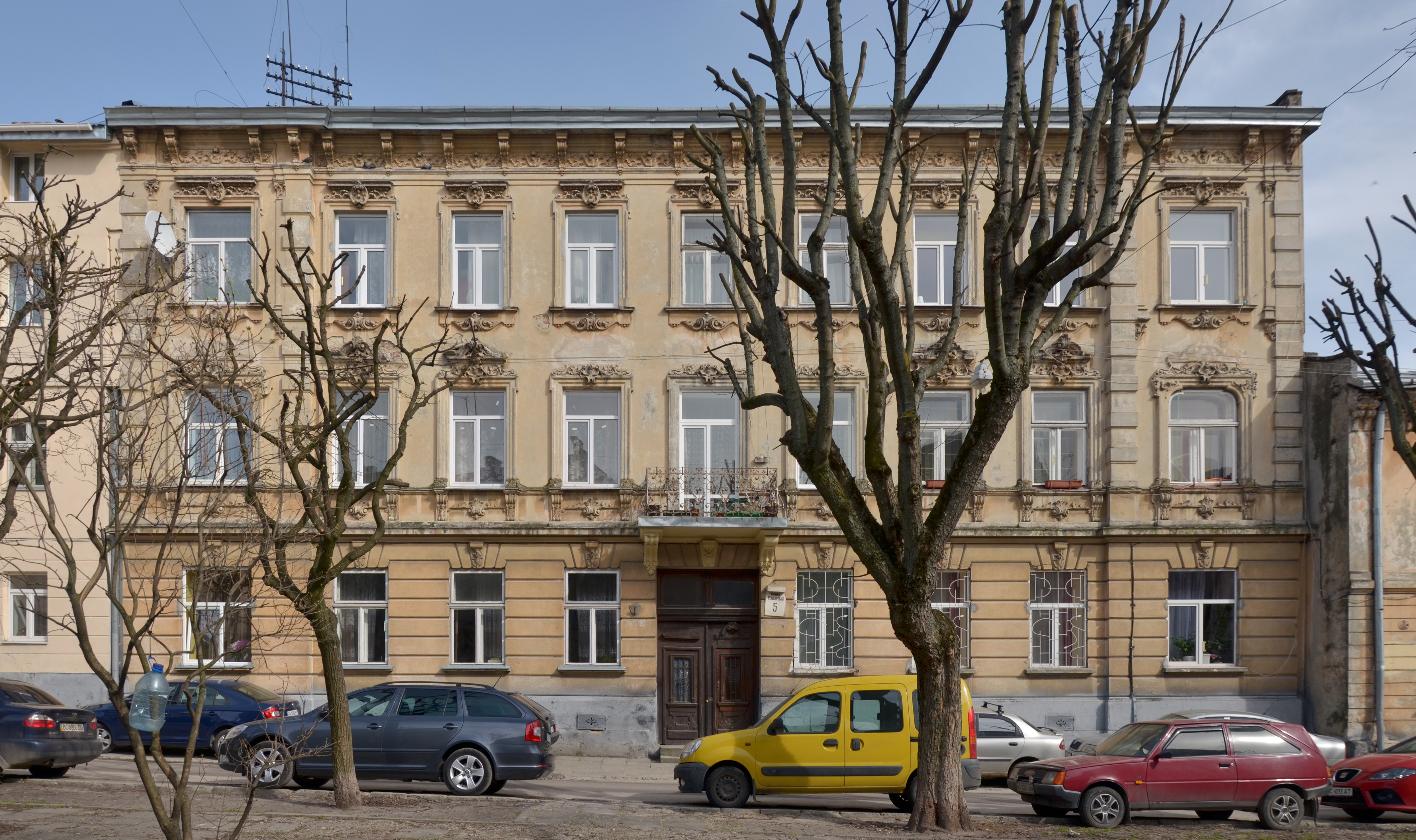
Будинок на вул. Різьбярській, 5

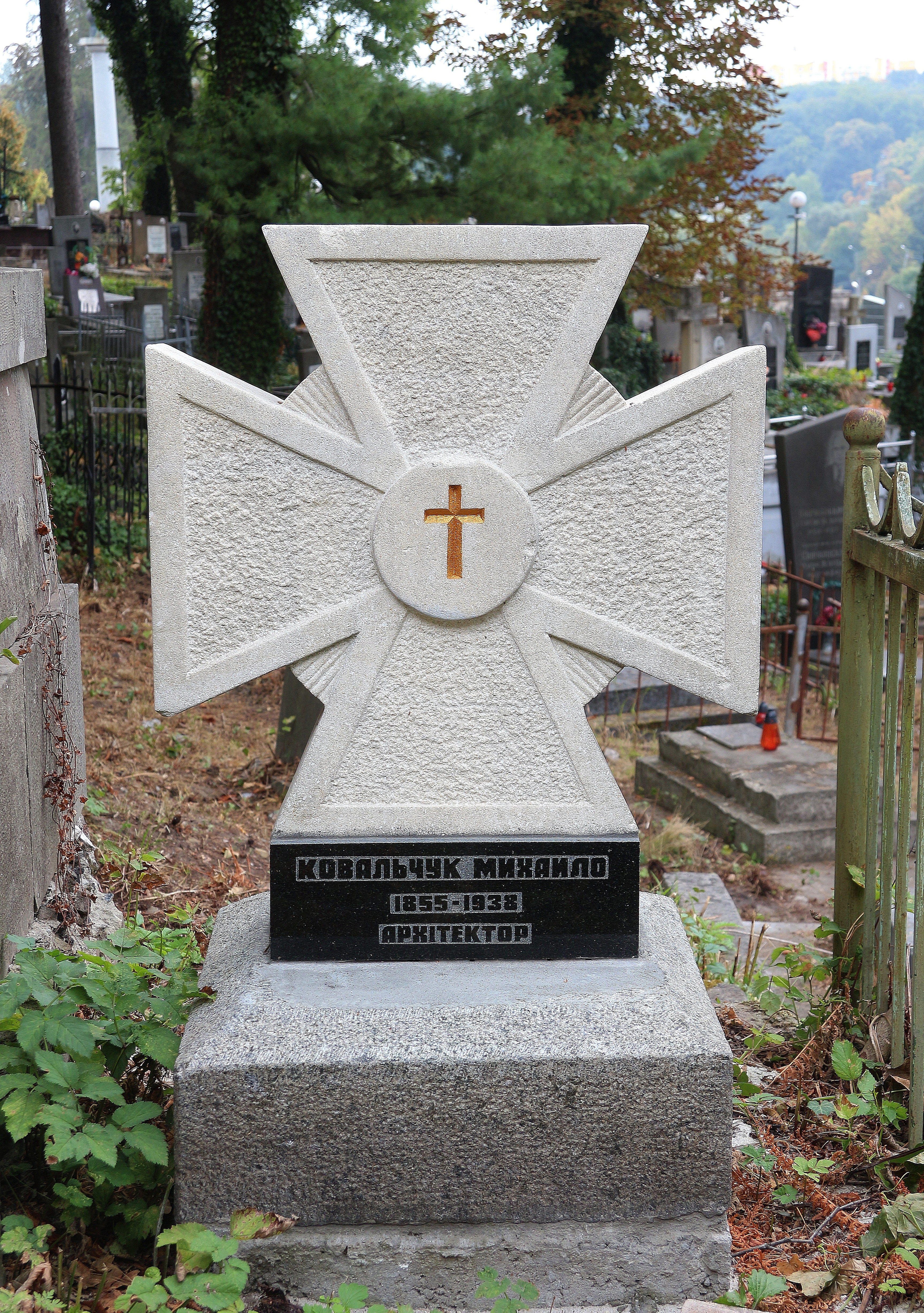

Міхал Ковальчук (пол. Michał Kowalczuk, 1855, Станиславів, нині Івано-Франківськ — 14 березня 1938, Львів) — архітектор, реставратор, художник, історик мистецтва.

## Біографія
Народився 1855 року у Станиславові (тепер Івано-Франківськ). Син Миколая Боруцького і Марії Ковальчук. У Станиславові закінив реальну школу. У 1874—1880 роках навчався у Львівській політехніці. Отримав стипендію, завдяки якій протягом 1880—1882 років навчався в Італії. Був асистентом на кафедрі будівництва, а згодом — приватним доцентом історії архітектури у Львівській політехніці. Належав до Інженерної палати Львова, член Міської ради у 1897—1899 роках. Від 1880 року член Політехнічного товариства у Львові, а у 1893—1894 роках входив до його правління. У 1893—1896 роках був членом редакції друкованого органу товариства — журналу «Czasopismo Techniczne». 1910 року експонував фотографії пам'яток на виставці польських архітекторів у Львові, організованій товариством.
Займався реставрацією старовинних будинків і храмів. Створив велику кількість рисунків, у яких точно відображав архітектурні деталі пам'яток. У Львівському історичному музеї зберігається графічна реконструкція пресбітерія львівської латинської катедри, роботи Ковальчука.
Автор частини ілюстрацій книжок Владислава Лозинського «Патриціат і львівське міщанство XVI i XVII століть», 1892 (Patrycyat i mieszczaństwo lwowskie w XVI i XVII wieku), «Львівське мистецтво XVI i XVII століть. Архітектура і скульптура», 1901 (Sztuka lwowska w XVI i XVII wieku. Architektura i rzeźba); Маєра Балабана «Єврейська дільниця: її історія і пам'ятки», 1909 (Dzielnica Żydowska: jej dzieje i zabytki). Автор текстів і частини рисунків серії таблиць «Пам'ятки мистецтва в Польщі» (Zabytki sztuki w Polsce), виданих під керівництвом Юліана Захаревича у чотирьох зошитах протягом 1885—1888 років. Результати обмірів пам'яток, разом із проєктами експонував на Будівельній виставці у Львові 1892 року.
Автор праці «Cech budowniczy we Lwowie za czasów polskich do r. 1772». Друга її частина, що мала охоплювати 1772—1918 роки, залишилась у рукописі і перебуває у власності родини. Написав розділи про назву, топографію і статистику Львова, про пам'ятки Львова, про Галицьку крайову виставку (спільно з Теофілом Меруновичем) у путівнику 1894 року.
Помер у Львові 14 березня 1938 року. Похований на Личаківському цвинтарі. Був одружений з Йоанною Подгалич, мав шістьох дітей. Родина проживає зокрема у Кракові, Свідниці, Монреалі. Його внуком є геофізик Єжи Ковальчук, професор Гірничої академії у Кракові.

## Споруди
- Житловий будинок споруджений у 1885—1886 роках на нинішній вулиці Дорошенка, 54. Проєкт розроблявся у співавторстві з архітектором Іваном Левинським[12].
- Керівництво спорудженням дерев'яної церкви Воздвиження Чесного Хреста в селі Звижень 1888 року. Проєкт Юліана Захаревича[13].
- Прибуткові будинки на вулиці Бандери, 83—85 (1892)[14].
- Проєкт радикальної перебудови структури вулиць Львова, запропонований 1892 року[15]
- Неоренесансне живописне і скульптурне оформлення інтер'єру каплиці святого Бенедикта.(Дідушицьких) львівського костелу єзуїтів від 1893 року. Проєкт вівтаря, реалізований майстром Станіславом Круком (втрачений). Під керівництвом Ковальчука працював архітектор Сильвестр Гавришкевич, художник Кароль Гаймрот[16]. Загальне керівництво Юліана Захаревича[17].
- Дерев'яна церква святої Параскеви у селі Великосілки (1892)[18].
- Будинок архіву мап на вулиці Личаківській, 2. Проєкт створено в бюро Намісництва, експонувався на Будівельній виставці у Львові 1892 року. Співавтори Вацлав Пшетоцький, П. Скварчинський[19].
- Перебудова фабрики Леопольда Шімзера на вулиці Пекарській, 97 у Львові (1892—1893)[20].
- Проєкт гробівця Артура Ротлендера-Роланда на Личаківському цвинтарі у Львові (1893 виконала майстерня Леопольда Шімзера)[20].
- Павільйон для виробів закладу з Дроговижа і Скарбківської фундації на Крайовій виставці у Львові 1894 року. Проєкт у «швейцарському» стилі реалізував А. Передяткевич[21].
- Палац у селі Угри (1895)[14].
- Прибутковий будинок на проспекті Шевченка, 16 (1895—1896).[14]
- Дім Л. Лубенського і Г. Домбровського на розі вулиць Стрийської, 5 і Рутковича, 2, споруджений у 1896—1897 роках. Необарокове скульптурне оздоблення виконав скульптор Броніслав Солтис[22].
- Проєкт і керівництво реставрацією латинського кафедрального собору у Львові (1896—1898).[14] В основному це було неоготичне переоформлення пресбітерія. Інтер'єр розписано орнаментальними мотивами, наново викладено підлогу. Входи до каплиць обрамлено двома новими неоготичними порталами, у вікнах встановлено масверки — усе проєкту Ковальчука, виконано у 1892—1899 роках фірмою Фердинанда Маєрського. У північну стіну вмонтовано два балкони. Усунуто прибудову зі сходу, у захристях влаштовно нові неоренесансні портали[23].
- Костел і монастир реформатів на нинішній вулиці Шевченка у Львові. Споруджений у 1896—1900 роках у стилі необароко з елементами класицизму. Костел зберігся у значно перебудованому вигляді[24].
- Прибутковий будинок вулиці Різьбярській, 5 (1897)[14].
- Власну віллу на вулиці Кшижовій, 33 (1898).
- Вілли на вулиці 29-го Листопада, 41 (1895), вулиці Кшижовій, 21 (близько 1900).
- Кам'яниця, споруджена у 1898—1899 роках на вул. Пекарській, 25[25]
- Неоготичний парафіяльний костел Матері Божої Неустанної Помочі в Сороцькому. Збудований у 1902—1907 роках. Мистецтвонавець Томаш Зауха припускає авторство Ковальчука у подібних за будовою і архітектурним декором костелах у Заболотові (1898—1902) і Мишлятичах (1909)[26].
- Чиншові кам'яниці на вулиці Снопківській, 35—37 (1906—1907)[27].
- Неоготичний костел у селі Сетеш (1906—1910)[28].
- Проєкт неороманської каплиці Білінських (виконала майстерня Леопольда Шімзера) на Личаківському цвинтарі.[29]
- Чиншова кам'яниця адвоката Владислава Балько на вул. Крашевського, 9 (1891—1892)[30].

## Друковані праці
- Cech budowniczy we Lwowie za czasów polskich do r. 1772.
- Architektura w Starożytnym Rzymie. Od najdawniejszych czasów do r. 14 po Chr. — Lwów, 1891.
- Ilustrowany przewodnik po Lwowie i Powszechnej wystawie krajowej. — Lwów: Drukarnia Wł. Łozińskiego, 1894. Розділи «Nazwa, topografia, stosunki fizyograficzne, statystyka», «Opis szczegółowy miasta i jego pamiątek», «Powszechna Wystawa krajowa r. 1894 we Lwowie».
- Historia architektury Egiptu. — Lwów, 1895/6.
- Zarys historii sztuki.
- Wstęp // Katalog wystawy przemysłu budowlanego we Lwowie 1892, Lwów, 1892[31].